# Brachychiton albidus
Brachychiton albidus är en malvaväxtart som beskrevs av G.P. Guymer. Brachychiton albidus ingår i släktet Brachychiton och familjen malvaväxter. Inga underarter finns listade i Catalogue of Life.